# Sabrado
Sabrado est une localité située dans le département de Comin-Yanga de la province du Koulpélogo dans la région Centre-Est au Burkina Faso.

## Démographie
| 2003  | 2006 | 2012 |
| ----- | ---- | ---- |
| 1 038 | 733  | -    |

## Santé et éducation
Le centre de soins le plus proche de Sabrado est le centre de santé et de promotion sociale (CSPS) de Comin-Yanga tandis que le centre médical avec antenne chirurgicale (CMA) se trouve à Ouargaye.
Le village possède une école primaire publique satellite.